# George Downing (3e baronnet)
George Downing, 3e baronnet (baptisé le 24 octobre 1685 - 10 juin 1749) est un propriétaire britannique et un homme politique initialement conservateur, mais plus tard whig, qui siège à la Chambre des communes entre 1710 et 1749. Grâce à un legs, il est le fondateur du Downing College, Cambridge.

## Biographie
Il est le fils unique de George Downing (2e baronnet), et de son épouse, Catharine Cecil, fille de James Cecil (3e comte de Salisbury). Son grand-père George Downing, qui est créé baronnet en 1663, donne son nom à Downing Street.
Lady Catharine meurt en 1688 et, son mari étant apparemment considéré comme un parent inapproprié, le jeune George est élevé dans la famille de sa tante maternelle, Mary Cecil Forester, épouse de William Forester de Dothill Park, à Wellington, Shropshire. En 1700, âgé de 15 ans, "par passation de marchés et persuasion de ceux à qui il appartenait", il épouse sa cousine âgée de 13 ans, Mary, la fille de William, qui meurt sans enfant en 1734. Entre son mariage et 1704, il voyage en Europe, principalement aux Pays-Bas, en Allemagne, au Danemark et en Italie. En l'absence de George, Mary accepte une place demoiselle d'honneur de la reine Anne, malgré l'opposition de son mari, qui ne veut pas qu'elle ait un poste à la cour. Au retour de George, il est évident que le mariage est rompu. Le couple ne parvient à un accord financier qu'en 1715, après quoi Mary demande à la Chambre des Lords de dissoudre le mariage pour cause de non-consommation. La pétition est refusée et ils restent mariés. Ils demandent conjointement à nouveau en 1717, une séparation, qui est accordée. Cela les rend juridiquement indépendants, sans aucune responsabilité les uns envers les autres. Cependant, ni l'un ni l'autre ne peuvent se remarier et aucun ne peut avoir d'héritier légitime.
Il est député de l'arrondissement de Dunwich, dans le Suffolk, lors des parlements de 1710 et 1713. Il perd les élections de 1715 mais, grâce à un bail de 99 ans signé par George Ier pour l’arrondissement, il retrouve son siège en 1722. Il occupe le siège à partir de ce moment jusqu'à sa mort.
Homme politique sans influence, il reste fidèle aux ministères de Robert Walpole, puis de Henry Pelham. En 1732, grâce à sa loyauté, il est nommé Chevalier Compagnon de l'Ordre du Bain.
Il succède à son père en 1711. Il construit un siège familial dans le parc Gamlingay, dans le Cambridgeshire.

## Mort et succession
À son propre décès, âgé de 63 ans, en 1749, son titre passe à son cousin, Jacob Downing (4e baronnet), avec son testament prévoyant que, si sa lignée devait s'éteindre, sa fortune et son domaine de Gamlingay devaient être utilisés pour fonder un collège à l'Université de Cambridge. Jacob Downing meurt sans enfant en 1764, mais sa veuve, Margaret Downing, plaide pour que la fortune de George Downing lui soit transmise. Cette affaire fait l’objet d’un litige pendant des décennies et coûte très cher avant que les tribunaux ne décident finalement que la succession devrait être utilisée pour fonder un collège à Cambridge, ce qui se produit lors de la fondation du Downing College de Cambridge en 1800,. Lady Margaret fait ensuite démolir le manoir Downing en 1776.